# هوسيا تايلور
هوسيا تايلور (بالإنجليزية: Hosea Taylor)‏ هو لاعب كرة قدم أمريكية أمريكي، ولد في 3 ديسمبر 1958 في جيفيرسون في الولايات المتحدة.

## وصلات خارجية
- هوسيا تايلور على موقع مرجع كرة القدم المحترفة.كوم (الإنجليزية)